# DAIPRO-X
DAIPRO-X（ダイプロ・エックス）は、かつて存在した日本のレコード会社。東京都渋谷区に存在した、代官山プロダクションによって設立された。正式社名は株式会社ダイプロ・エックス。

## 概要・来歴
- 元スペクトラムのリーダーである新田一郎により設立。
- 社名発表は、当時放送されていたFM系ラジオ番組爆裂スーパーファンタジー内で行われ、パーソナリティだった嘉門達夫は「藤山レコードにしたい」と語っていた。
- ビクターエンタテインメント（現：JVCケンウッド・ビクターエンタテインメント）と提携していた。
- 親会社ともども2009年10月14日破産手続開始決定。2010年7月23日付で費用不足のため破産廃止となり、完全消滅した。

## レーベル
- WING
- 大名行列
- ファンキー・フラワーズ
- ライク・フォーティ
- RED×PEPPERS

## 所属していたミュージシャン
- SHINOZAKI(しのざき美知)(2001)
- 愛淑 (2001年)
- ACTION (2004年〜2007年)
- あつ (2006年〜2008年)
- あのねのね (2001年)
- アベちゃん (1999年)
- 新井薬師自警団 (1998年)
- 伊藤敏博 (1998年〜2001年)
- イノキン (2005年〜2006年)
- インテンゲレメンツ→必殺ボルテージ (1998年〜2001年)
- うめ吉 (2004年)
- 大野敬正 (2007年〜2008年)
- KAZU (1999年)
- 金田ユウスケ (2006年)
- カヒロ (2005年〜2006年)
- 嘉門達夫 (1997年〜2008年)
  - 嘉門達夫とナリ天ボーイズ (2006年)
- 果里 (2007年)
- 月光エデン (2007年)
- KOH (1998年〜1999年)
- 古賀美智子[1] (1998年,2006年)
- 松崎和也 (2008年)
- KONTA (1997年〜1998年)
- さくらと一郎 (2006年)
- ササキ・トオル (2001年)
- JEIMS (2007年)
- SHINOZAKI (2001年〜2002年)
- シラカワ夜フネ (2004年)
- 伸太郎 (2005年)
- 菅原洋一 (2007年)
- 鈴木彩子 (1997年〜2000年)
- スティーヴン・セガール (2007年)
- SPACEALLSTARS（むじんくんの宇宙人） (1997年〜1998年)
- スペクトラム (2004年)
- SLAP STICKS (1998年)
- TAEKO (2005年)
- TAKAMICHI (2001年)
- TARACO (1997年)
- T's J (1998年)
- TENGO (2002年〜2003年)
- 塔もこ (1998年〜2000年)
- ドミンゴス (2003年)
- 奈加靖子 (2007年)
- 中村春子 (2003年)
- NOVELA (2005年〜2006年)
- Hacking Animal (2002年)
- Panache (2003年)
- 濱田陽子 (2006年)
- BAND OF PLEASURE (2005年)
- HUMAN SOUL (2005年)
- ファミリーギャング (2006年〜2007年)
- Foolyous (1997年〜1999年)
- 福原久美 (2008年)
- ブリーフ&トランクス (1998年〜2006年)
- プロペラ (2000年)
- BOCCA (1998年)
- マリ&ライダーキャットJun (2008年)
- マリー・オリギン (2001年)
- ザ・マンコントロール (1999年)
- 森上健一 (2001年)
- yasue (2005年)
- 夢紗 (2007年)
- ザ・ラスト・アーバン・カウボーイ（The Lust Urban Cowboy） (1998年)
- Lookin' For The Paradise (1997年)
- ROSE (1998年)
- ROCKET DIARY (2007年)
- ロミ・山田 (2005年)
- 和気優 (2008年)
- One Voice (1998年〜1999年)

## コンピレーション
| 発売日         | タイトル | 規格品番  |
| -------------- | --- | --------- |
| 2001年12月05日 | 桑田佳祐 作品集《EN L'AIR 1/fのゆらぎ》                                                                                                   | DXCL-5002 |
| 2001年12月05日 | 山下達郎&竹内まりや 作品集《EN L'AIR 1/fのゆらぎ》                                                                                        | DXCL-5003 |
| 2001年12月05日 | 小田和正 作品集《EN L'AIR 1/fのゆらぎ》                                                                                                   | DXCL-5004 |
| 2001年12月05日 | 宮崎 駿アニメ 作品集《EN L'AIR 1/fのゆらぎ》                                                                                              | DXCL-5005 |
| 2001年12月05日 | 星に願いを☆オルゴールファンタジー | DXCL-5006 |
| 2002年02月21日 | 松任谷由実 作品集《EN L'AIR 1/fのゆらぎ》                                                                                                 | DXCL-5007 |
| 2002年02月21日 | 井上陽水 作品集《EN L'AIR 1/fのゆらぎ》                                                                                                   | DXCL-5008 |
| 2002年02月21日 | アバ 作品集《EN L'AIR 1/fのゆらぎ》 | DXCL-5009 |
| 2002年02月21日 | カーペンターズ 作品集《EN L'AIR 1/fのゆらぎ》                                                                                             | DXCL-5010 |
| 2002年02月21日 | ビートルズ 作品集《EN L'AIR 1/fのゆらぎ》                                                                                                 | DXCL-5011 |
| 2002年04月24日 | DREAMS COME TRUE 作品集 | DXCL-5012 |
| 2002年04月24日 | Mr.Children 作品集 | DXCL-5013 |
| 2002年04月24日 | 宇多田ヒカル 作品集 | DXCL-5014 |
| 2002年04月24日 | 男性ボーカル 作品集 | DXCL-5015 |
| 2002年04月24日 | 女性ボーカル 作品集 | DXCL-5016 |
| 2002年06月26日 | 桑田佳祐 バラード作品集《EN L'AIR 1/fのゆらぎ》                                                                                           | DXCL-5017 |
| 2002年06月26日 | 浜崎あゆみ 作品集《EN L'AIR 1/fのゆらぎ》                                                                                                 | DXCL-5018 |
| 2002年06月26日 | エンヤ 作品集《EN L'AIR 1/fのゆらぎ》 | DXCL-5019 |
| 2002年12月04日 | 宮崎駿アニメ作品集2 《EN L'AIR 1/fのゆらぎ》                                                                                              | DXCL-5020 |
| 2002年12月04日 | 70s青春フォーク・ポップス集 《EN L'AIR 1/fのゆらぎ》                                                                                      | DXCL-5021 |
| 2002年12月04日 | 名作映画音楽集 《EN L'AIR 1/fのゆらぎ》                                                                                                   | DXCL-5022 |
| 2002年12月18日 | 最新J-POP HIT作品集 《EN L'AIR 1/fのゆらぎ》                                                                                              | DXCL-5023 |
| 2002年12月18日 | 洋楽スタンダードヒット作品集 《EN L'AIR 1/fのゆらぎ》                                                                                     | DXCL-5025 |
| 2003年07月02日 | 神秘のオルゴール～福山雅治作品集 | DXCL-5027 |
| 2003年07月02日 | 神秘のオルゴール～SMAP作品集 | DXCL-5028 |
| 2003年07月02日 | 神秘のオルゴール～モーニング娘。作品集 | DXCL-5029 |
| 2003年07月23日 | '03最新J-POPベストヒット!(上半期) | DXCL-5030 |
| 2003年07月23日 | '03最新J-POPベストヒット!(上半期) | DXCL-5501 |
| 2003年12月03日 | '03最新JーPOPベストヒット!≪EN L'AIR 1/fのゆらぎ≫                                                                                          | DXCL-5031 |
| 2003年12月03日 | '03最新J-POPベストヒット!(下半期)≪EN L'AIR Pedal Harp≫                                                                                    | DXCL-5502 |
| 2004年01月21日 | EN L'AIR 1/fのゆらぎシリーズ 音のゆりかご/子守歌編                                                                                        | DXCL-5032 |
| 2004年01月21日 | EN L'AIR 1/fのゆらぎシリーズ 音のゆりかご/クラシック編                                                                                    | DXCL-5034 |
| 2004年06月23日 | EN L'AIR 1/fのゆらぎシリーズ ZARDオルゴール作品集                                                                                         | DXCL-5036 |
| 2004年06月23日 | EN L'AIR 1/fのゆらぎシリーズ 尾崎豊オルゴール作品集                                                                                       | DXCL-5037 |
| 2004年06月23日 | EN L'AIR 1/fのゆらぎシリーズ Every Little Thingオルゴール作品集                                                                           | DXCL-5038 |
| 2004年11月21日 | EN L'AIR 1/fのゆらぎシリーズ 冬のソナタ～韓国ドラマ作品集                                                                                 | DXCL-5039 |
| 2004年11月21日 | EN L'AIR ペダルハープシリーズ 冬のソナタ～韓国ドラマ作品集                                                                                | DXCL-5504 |
| 2005年03月24日 | 韓国TVドラマ作品集2 | DXCL-5040 |
| 2005年06月22日 | 神秘のオルゴール EN L'AIR 1/fのゆらぎシリーズ 平井堅オルゴール作品集                                                                      | DXCL-5041 |
| 2005年06月22日 | 神秘のオルゴール EN L'AIR 1/fのゆらぎシリーズ ポルノグラフィティオルゴール作品集                                                          | DXCL-5042 |
| 2005年06月22日 | 神秘のオルゴール EN L'AIR 1/fのゆらぎシリーズ 中島美嘉オルゴール作品集                                                                    | DXCL-5043 |
| 2005年08月24日 | EN L'AIR～ヒーリングピアノシリーズ～「桑田佳祐 ピアノ作品集」                                                                             | DXCL-5601 |
| 2005年08月24日 | EN L'AIR～ヒーリングピアノシリーズ～「宮崎駿アニメ ピアノ作品集」                                                                         | DXCL-5602 |
| 2005年08月24日 | 天使の竪琴 EN L'AIR～ペダルハープ～ 桑田佳祐 ハープ作品集                                                                                 | DXCL-5605 |
| 2005年08月24日 | 天使の竪琴 EN L'AIR～ペダルハープ～ 桑田佳祐 ハープ作品集                                                                                 | DXCL-5606 |
| 2005年11月23日 | EN L'AIR 1/fのゆらぎシリーズ 浜田省吾 オルゴール作品集                                                                                    | DXCL-5045 |
| 2005年11月23日 | EN L'AIR 1/fのゆらぎシリーズ B'z オルゴール作品集                                                                                         | DXCL-5046 |
| 2005年11月23日 | EN L'AIR 1/fのゆらぎシリーズ aiko オルゴール作品集                                                                                        | DXCL-5047 |
| 2006年01月21日 | EN L'AIR 1/fのゆらぎシリーズ NANAサウンドトラック オルゴール作品集                                                                        | DXCL-5048 |
| 2006年01月21日 | EN L'AIR ヒーリングピアノシリーズ NANAサウンドトラック ピアノ作品集                                                                       | DXCL-5604 |
| 2006年05月24日 | EN L'AIR 1/fのゆらぎシリーズ スピッツ オルゴール作品集                                                                                    | DXCL-5049 |
| 2006年05月24日 | EN L'AIR 1/fのゆらぎシリーズ Kinki Kids オルゴール作品集                                                                                  | DXCL-5050 |
| 2006年05月24日 | EN L'AIR 1/fのゆらぎシリーズ EXILE オルゴール作品集                                                                                       | DXCL-5051 |
| 2006年05月24日 | EN L'AIR 1/fのゆらぎシリーズ 槇原敬之 オルゴール作品集                                                                                    | DXCL-5052 |
| 2006年11月22日 | 神秘のオルゴール EN L'AIR 1/fのゆらぎシリーズ オレンジレンジオルゴール作品集                                                              | DXCL-5054 |
| 2006年11月22日 | 神秘のオルゴール EN L'AIR 1/fのゆらぎシリーズ ケツメイシオルゴール作品集                                                                  | DXCL-5055 |
| 2007年03月21日 | 神秘のオルゴール EN L'AIR 1/fのゆらぎシリーズ 「粉雪」～「太陽の下」～「雨上がり」他、オルゴール作品集                                    | DXCL-5056 |
| 2007年03月21日 | 神秘のオルゴール EN L'AIR 1/fのゆらぎシリーズ 「ボクノート」～「ガラナ」～「全力少年」他、オルゴール作品集                                | DXCL-5057 |
| 2007年03月21日 | 神秘のオルゴール EN L'AIR 1/fのゆらぎシリーズ 「YELL～エール～」～「桜」～「君というなの翼」他、オルゴール作品集                          | DXCL-5058 |
| 2007年06月21日 | EN L'AIR 1/fのゆらぎシリーズ 「アゲ♂アゲ♂EVERY☆騎士」～「One Night Carnival」～「結婚闘魂行進曲 マブダチ」他 オルゴール作品集             | DXCL-5059 |
| 2007年06月21日 | EN L'AIR 1/fのゆらぎシリーズ～「メリーアン」～「星空のディスタンス」～「DEAR MY LIFE」他 オルゴール作品集                                 | DXCL-5061 |
| 2007年06月21日 | EN L'AIR 1/fのゆらぎシリーズ～「千の風になって」～「涙そうそう」～「さとうきび畑」他 オルゴール作品集                                     | DXCL-5060 |
| 2007年09月21日 | 神秘のオルゴール 50弁型オルフェウス アンレール 1/fのゆらぎ「あの素晴らしい愛をもう一度」他 青春フォーク・ポップス作品集                   | DXCL-5062 |
| 2007年09月21日 | 神秘のオルゴール 50弁型オルフェウス アンレール 1/fのゆらぎ 「この広い野原いっぱい」他 青春フォーク・ポップス作品集                        | DXCL-5064 |
| 2007年09月21日 | 神秘のオルゴール 50弁型オルフェウス アンレール 1/fのゆらぎ 「ジョニーへの伝言」他 青春フォーク・ポップス作品集                            | DXCL-5063 |
| 2008年03月26日 | 神秘のオルゴール 50弁型オルフェウス アンレール ～1/fのゆらぎ～ 「PIECES OF A DREAM」～「My Gift to You」～「最期の川」他 オルゴール作品集 | DXCL-5066 |
| 2008年03月26日 | 神秘のオルゴール 50弁型オルフェウス アンレール ～1/fのゆらぎ～ 「さくらんぼ」～「プラネタリウム」～「PEACH」他 オルゴール作品集           | DXCL-5065 |
| 2008年03月26日 | 神秘のオルゴール 50弁型オルフェウス アンレール ～1/fのゆらぎ～ 「HOWEVER」～「誘惑」～「鼓動」他 オルゴール作品集                         | DXCL-5067 |
| 2008年11月19日 | EN L'AIR ヒーリングピアノシリーズ クリスマス作品集                                                                                        | DXCL-5603 |
| 2008年11月19日 | EN L'AIR ペダルハープシリーズ クリスマス作品集                                                                                            | DXCL-5503 |
| 2008年11月19日 | クリスマス作品集《EN L'AIR 1/fのゆらぎ》                                                                                                  | DXCL-5001 |